# Pihen-lès-Guînes
Pihen-lès-Guînes (nl. Pittem) – miejscowość i gmina we Francji, w regionie Hauts-de-France, w departamencie Pas-de-Calais.
Według danych na rok 1990 gminę zamieszkiwały 413 osoby, a gęstość zaludnienia wynosiła 45 osób/km² (wśród 1549 gmin regionu Nord-Pas-de-Calais Pihen-lès-Guînes plasuje się na 843. miejscu pod względem liczby ludności, natomiast pod względem powierzchni na miejscu 372.).